# Blasenkorallen
Die Blasenkorallen (Plerogyra) sind eine Steinkorallen-Gattung  aus dem Roten Meer und dem tropischen Indopazifik, wo sie von der Küste Ostafrikas und Madagaskars bis nach Samoa und zu den Marshallinseln vorkommen. Sie leben bevorzugt in trüben Lagunen und an Riffhängen, an Standorten die nicht so hell sind wie der Lebensraum der meisten Steinkorallen.

## Aussehen und Verhalten
Blasenkorallen bilden massive Kolonien, die einen Durchmesser von über einem Meter erreichen können. Tagsüber pumpen sie Anhängsel an der Basis ihrer Tentakeln zu den namensgebenden Blasen auf. In ihnen sitzen die symbiotischen Zooxanthellen, deren Stoffwechselprodukte die Korallen verwerten. Die Blasen vergrößern die Oberfläche, die dem Licht ausgesetzt ist. Nachts werden die Blasen kleiner und die Korallen strecken die Tentakel zum Beutefang aus. Sie können von braungrauer, blauer oder grüner Farbe sein.

## Aquarienhaltung
Blasenkorallen zählen zu den ersten Steinkorallen, die im Meerwasseraquarium gehalten werden konnten. Sie sind robust und brauchen nur eine mittlere Beleuchtungsstärke, bzw. können bei starker Beleuchtung auch auf dem Boden gesetzt werden. Allerdings nesseln sie sehr stark und sollten deshalb in weitem Abstand von anderen sessilen Tieren gesetzt werden.

## Arten
Es gibt vier Arten:
- Plerogyra eyrysepta Nemenzo, 1960
- Plerogyra simplex Rehberg, 1892
- Plerogyra sinuosa (Dana, 1846)
- Plerogyra turbida(Hodgson & Ross, 1981)

Die nahe verwandte Gattung Physogyra wird ebenfalls im deutschen als Blasenkoralle bezeichnet. Sie unterscheidet sich von Plerogyra durch die kleineren Blasen.